# Dharahara-tårnet
Dharahara-tårnet (eller Bhimsen-tårnet) var et tårn med en højde på 62 meter (ni etager) i Nepals hovedstad Kathmandu. Det blev bygget i 1832 af Nepals daværende premierminister Bhimsen Thapa efter ordre fra landets regerende dronning Lalit Tripura. Tårnet, der blev optaget på UNESCOs verdensarvsliste i 1979, blev ødelagt i forbindelse med et jordskælv 25. april 2015.  
Der var 113 trin op til toppen af tårnet, hvorpå der stod bronzemast. Der var desuden en balkon på ottende etage, hvorfra man kunne se ud over hele Kathmandudalen.